# Ignacio López Iglesias
Nacho López (Oviedo, 24 de octubre de 1987) es un futbolista español que juega habitualmente como lateral derecho. Actualmente milita en el Unión Popular de Langreo de la Segunda Federación.

## Trayectoria
Criado en la cantera del Real Oviedo, debutó en Segunda B de la mano del conjunto azul con tan solo 18 años en la última jornada de la temporada 2005-06 frente al Real Unión de Irún. Posteriormente fue cedido al Club Deportivo Lealtad de Villaviciosa, regresando por primera vez tras la cesión al Real Oviedo con el que juega de nuevo en Tercera División. La temporada siguiente juega en el Unión Popular de Langreo y a la siguiente en Mieres en el Caudal Deportivo, conjunto en el que milita un total de cuatro temporadas, dos de ellas en Segunda B. 
En julio de 2013 ficha por una temporada por el Real Avilés C. F. Club con el que logra clasificarse para disputar la promoción de ascenso a la Segunda División.
Un año más tarde, el 13 de junio de 2014, vuelve al Real Oviedo, consiguiendo al final de la temporada el ansiado regreso del club azul al fútbol profesional. En la que sería la tercera promoción de ascenso consecutiva para el jugador.
El 11 de agosto de 2020 se anuncia su fichaje por el Salamanca Club de Fútbol UDS
Tras una campaña en el conjunto salmantino, regresa al Real Avilés C. F. esta vez en Segunda Federación, club que anuncia su retorno el 6 de julio de 2021. Su segunda etapa con los realavilesinos, concluye el 31 de enero de 2023, tras rescindir su contrato. El 2 de marzo de 2023 se hace oficial su fichaje, hasta el final de la temporada en curso, por el Unión Popular de Langreo.

## Clubes
| Club                | Temporadas |
| ------------------- | ---------- |
| Real Oviedo         | 2005-2006  |
| C. D. Lealtad       | 2006-2007  |
| U. P. de Langreo    | 2007-2008  |
| Real Oviedo         | 2008-2010  |
| Caudal Dptvo.       | 2010-2013  |
| Real Avilés C. F.   | 2013-2014  |
| Real Oviedo         | 2014-2016  |
| S. D. Ponferradina  | 2016-2017  |
| C. D. Lealtad       | 2017-2018  |
| Pontevedra C. F.    | 2018-2020  |
| Salamanca C. F. UDS | 2020-2021  |
| Real Avilés C. F.   | 2021-2023  |
| U. P. de Langreo    | 2023-act-. |